# ヤルダバオート
ヤルダバオート (Jaldabaoth) とは、ユダヤ教的・キリスト教的な要素を取り入れたグノーシス主義における、この世を造った「偽の神」の固有名である。プラトーンが『ティマイオス』のなかで記す造物主（デーミウールゴス）の名として使用される。長母音を略して、ヤルダバオトとも呼ぶ。

## 概説
『ナグ・ハマディ写本』中に見出された『この世の起源について』などで、傲慢な造物主・この世の創造者として言及されている。ユダヤ教の唯一神ヤハウェと同一視され、サバオトの父であるともされる。
『旧約聖書』の各所では神の唯一性が説かれているが、グノーシス主義ではこれをヤルダバオートの蒙昧さ、傲慢さの現れとみなした。

## 名前の起源
「ヤルダバオート」という名がどこから来たのか、様々な説がある。ヘブライ語で「混沌の息子」を意味する単語から変化してできたとの説が有力であったが、『この世の起源について』などでは、シリア語から派生したとも解釈できる。